# 牧田博
牧田博（まきた ひろし、1951年6月11日 - 2017年9月）は、日本の漫談家、タレント。

## 略歴
- 東京都江戸川区出身[2]。最初は牧野周一に弟子入り志願するが断られ、ジャスバンドのピアニストとして活躍。芸人になるのをあきらめずに1973年、牧野周一の弟子となる。[3]
- 1980年10月11日に『お笑いスター誕生!!』に初登場。キーボードで一曲弾いて、小話を一つする。小話が終わればまたキーボードで一曲。これを繰り返すという「キーボード漫談」で人気を博した。
- 冒頭で「突然ではございますが…」と言うのが特徴。

## 受賞
- 第24回花形演芸会金銀賞銀賞[3]

## 出演番組
- 真打ち競演（NHKラジオ第一）